# Pueri Cantores
Pueri Cantores — асоціація молодіжних хорів, спочатку тільки хлопчиків або чоловіків і хлопчиків, тепер також хорів дівчаток і змішаних (дівчат-хлопчиків), що мають у своєму репертуарі католицькі піснеспіви, пов'язні, зокрема, з традиціями григоріанського хору.
З 1996 членом асоціації є Хорова капела хлопчиків та юнаків «Дзвіночок» Київського палацу дітей та юнацтва.